# Galina Gawrilowna Jerschowa

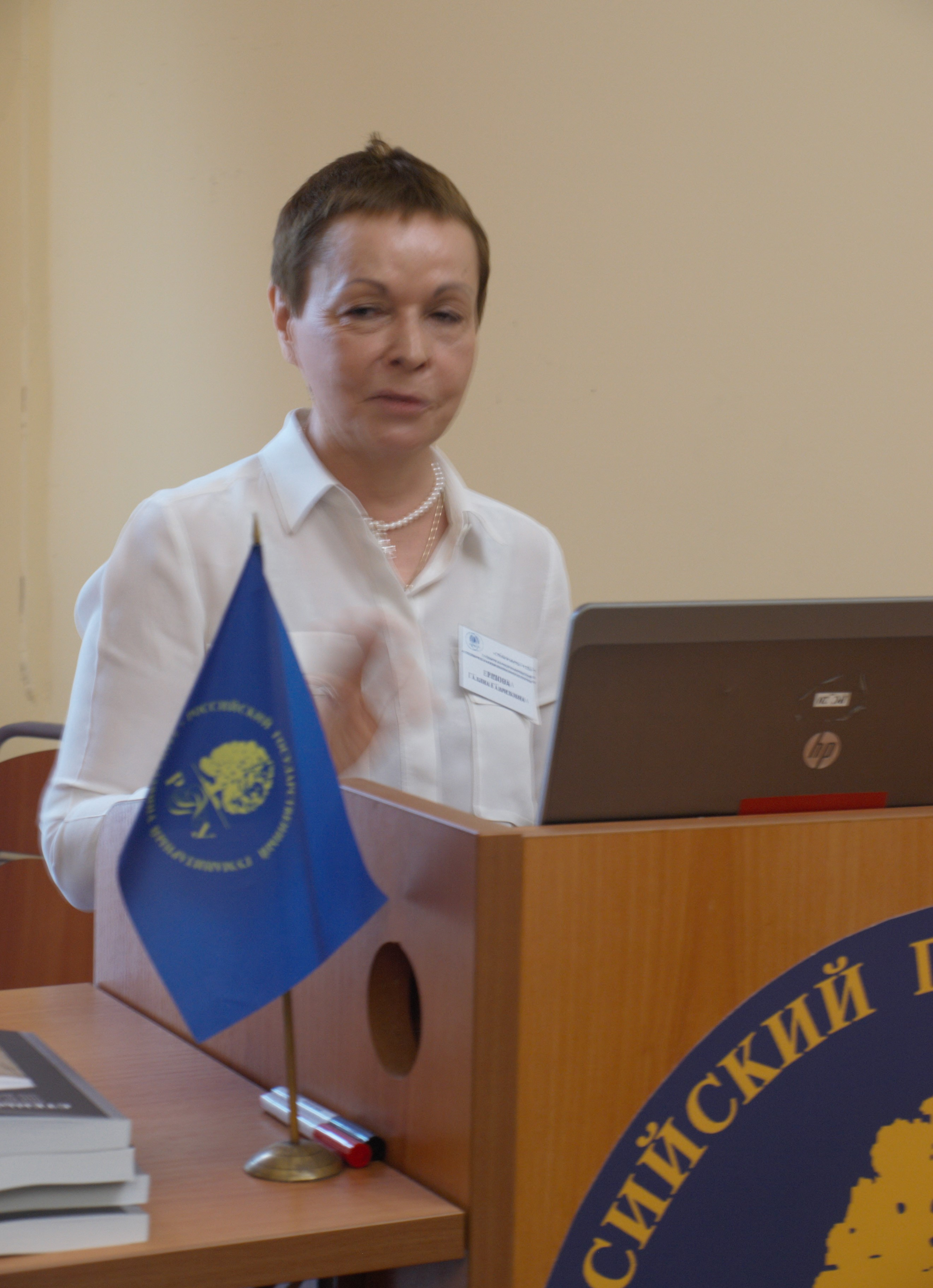
Galina Gawrilowna Jerschowa (2019)

Galina Gawrilowna Jerschowa (russisch Галина Гавриловна Ершова; * 17. März 1955 in Moskau) ist eine sowjetisch-russische Historikerin, Anthropologin, Epigraphikerin und Hochschullehrerin.

## Leben
Schon in der Schule interessierte sich Jerschowa für die Indianerkulturen. Sie studierte am Moskauer Staatlichen Pädagogischen Institut für Fremdsprachen (MGPIIJa) in der Fakultät für Französische Sprache mit Abschluss 1978.
1983 wurde Jerschowa wissenschaftliche Mitarbeiterin des Moskauer Instituts für Archäologie der Akademie der Wissenschaften der UdSSR (AN-SSSR, seit 1991 Russische Akademie der Wissenschaften (RAN)). Nach Verteidigung ihrer von Juri Walentinowitsch Knorosow betreuten Dissertation mit ihrer ethnosemiotischen Analyse der Hieroglyphen-Texte der Maya der klassischen Periode in der Leningrader Abteilung (Kunstkammer) des Miklucho-Maklai-Instituts für Ethnologie der AN-SSSR wurde Jerschowa 1985 zur Kandidatin der Geschichtswissenschaften promoviert. 1998 wurde sie Leiterin des später nach Knorosow benannten Forschungszentrums für Mittelamerika. Sie war Beteiligte oder Leiterin von Epigraphik- und Ethnographie-Projekten in Fernost, Burjatien, Guatemala, Mexiko und in den USA (1983–1997). Jerschowa wurde Expertin für alte Zivilisationen, Kulturen und Sprachen Amerikas und die Frage nach dem Ursprung des religiösen Bewusstseins. Ihr besonderer Forschungsschwerpunkt ist die präkolumbische Zivilisation der Maya. Sie untersuchte religiöse Phänomene und leitet das Projekt zur Untersuchung des Phänomens des Lamas Daschi-Dorscho Itigelow.
2003 verteidigte Jerschowa an der Moskauer Russischen Staatlichen Geisteswissenschaftlichen Universität (RGGU) erfolgreich ihre Doktor-Dissertation über die geistlichen Vorstellungen der alten Maya, die von der Attestierungskommission des russischen Bildungsministeriums als eine der 10 besten anerkannt wurde. 2005 folgte die Ernennung zur Professorin der RGGU. 2013 gründete sie das Zentrum für interdisziplinäre Forschung der RGGU. 2017 wurde sie Mitglied des Rats des Präsidenten der Russischen Föderation für Wissenschaft und Bildung.
Jerschowa ist Mitglied der Geschäftsführung der russischen Assoziation der Forscher der iberoamerikanischen Welt, Vizepräsidentin der Russischen Gesellschaft für Freundschaft und wissenschaftlich-kulturelle Zusammenarbeit mit Mexiko, Ehrenpräsidentin des St. Petersburger Mexikanischen Zentrums, Mitglied der Europäischen Gesellschaft für Untersuchung von Astronomie und Kultur (seit 1996), Mitglied der Society for American Archaeology (seit 1997), Mitglied der Geschäftsführung des Circolo Amerindiano in Perugia, Mitglied der Spanischen Gesellschaft für Maya-Forschung, Direktorin des Maya-Epigraphik-Zentrums Centro Knorosov Mérida, Direktorin des Knorosow-Mayaforschungszentrums Guatemala (CEMYK) im Dreifaltigkeitskloster Lavra Mambré des Griechisch-Orthodoxen Patriarchats von Antiochien bei Guatemala-Stadt und Dekanin der geisteswissenschaftlichen Fakultät des Instituto de Estudios Interdisciplinarios Rafael Ayau in Guatemala-Stadt.
Jerschowa ist verheiratet mit Guillermo Antonio Ovando-Urquis und hat eine Tochter Anna.

## Ehrungen, Preise
- Medalla Yuri Knorosov der mexikanischen Regierung (Maya-Festival CULTUR 2014)